# رولز-رویس فانتوم ۲
رولز-رویس فانتوم ۲ (Rolls-Royce Phantom II) خودرویی است که در سال‌های ۱۹۲۹ تا ۱۹۳۶ تولید شده‌است.
این خودرو در کلاس خودرو لوکس قرار گرفته و است.
موتور آن ۷۶۶۸ سی‌سی سیستم جعبه‌دندهٔ آن ۴ دنده به صورت دستی است.